# ۱۰۳۱ (خورشیدی)
۱۰۳۱ سی و یکمین سال هجری خورشیدی است.